# (20040) 1992 WT3
1992 دابليو تي 3 (ويعرف أيضًا باسم (20040) 1992 دابليو تي 3 وفق تسمية الكوكب الصغير) (بالإنجليزية: 1992 WT3)‏ هو كويكب ضمن حزام الكويكبات؛ وترتيبه 20040 من حيث الاكتشاف.
اكتُشف هذا الجُرم الفلكي بواسطة Tsutomu Seki ‏ في 21 نوفمبر 1992.

## وصلات خارجية
- (20040) 1992 WT3 في قاعدة بيانات مختبر الدفع النفاث لأجرام النظام الشمسي الصغيرة

- الاكتشاف · مخطط المدار ·  العناصر المدارية · المعلمات المادية

- (20040) 1992 WT3 على موقع ويكي سكاي: DSS2, SDSS, GALEX, IRAS, Hydrogen α, X-Ray, Astrophoto, Sky Map, Articles and images